# West Elsdon
Pour les articles homonymes, voir Elsdon (homonymie).

Situation de West Elsdon dans la ville de Chicago

West Elsdon est l'un des 77 secteurs communautaires de la ville de Chicago aux États-Unis. 